# Viola Desmond
Viola Irene Desmond, född Davis 6 juli 1914, död 7 februari 1965, var en kanadensisk affärskvinna och kosmetolog. Hon är framförallt känd för sitt motstånd mot rasism. Under en filmvisning på en biograf i New Glasgow i Nova Scotia den 8 november 1946, vägrade Desmond sätta sig på sin anvisade plats, och satte sig istället på en sektion reserverad för vita besökare. För detta dömdes hon i domstol, men benådades postumt år 2010.
Desmonds aktion är ett av de mest uppmärksammade fallen av rasdiskriminering i Kanadas historia och anses ha startat Kanadas medborgarrättsrörelse. Desmond kallas ofta "Kanadas Rosa Parks", även om Desmonds motståndshandling inträffade nio år innan Parks vägrade att avstå sin plats på en buss i Montgomery.
Böckerna Sister to Courage och Viola Desmond Won't Be Budged, och dokumentärerna Journey to Justice, Long Road to Justice: The Viola Desmond Story och Heritage Minute: Viola Desmond handlar om Viola Desmond. 
Sedan 2018 finns Desmond avbildad på kanadensiska tiodollarssedeln. Hon blev därmed den första kanadensiska kvinna porträtteras på en kanadensisk sedel.

## Biografi
Viola Desmond (född Davis) föddes den 6 juli 1914, och var en av tio barn till James Albert och Gwendolin Irene (född Johnson) Davis. Viola växte upp med föräldrar som var aktiva inom det svarta samfundet i Halifax, trots att hennes mamma var vit och hennes pappa var svart, vilket var ovanligt på den tiden.